# Либерийски долар
Вижте пояснителната страница за други значения на Долар.
Либерийският долар (на английски: Liberian Dollar) е официалната валута и разплащателно средство в Либерия. 1 либерийски долар е равен на 100 либерийски цента.

## История
В колониалния период в обръщение се използва американският долар, периодично се и издават местни хартиени банкноти. През 1847 г., след като получава независимост, започва сеченето на собствени монети, а през 1857 г. – банкноти на хазната. Американският долар продължава да се използва. През 1880 г. производството на банкноти спира, а през 1906 г. спира и производството на монети.
През 1907 г. британската лира и Западноафриканската лира стават законно платежно средство. На 3 ноември 1942 г. щатският долар отново получава статут на законно платежно средство. На 1 януари 1944 г. е въведен либерийският долар, който е равен на щатския долар. През същата година паундът и западноафриканската лира престават да бъдат законно платежно средство. Сеченето на монети в центове е възобновено още през 1937 г. Либерийският долар е емитиран от хазната само под формата на монети. Функциите на централната банка се изпълняват от Банката на Монровия. През 1974 г. е създадена Националната банка на Либерия, която започва дейността си през юли същата година. През 1991 г. банката започва да издава банкноти.
По време на гражданската война от 1989 – 1996 г. всъщност има две зони на парично обращение: контролирана от правителството и бунтовниците. Бунтовниците използвали предвоенни валутни банкноти, докато в районите, контролирани от правителството, се използват и нови банкноти, издадени от него. В двете зони е използван и щатският долар. До 1997 г. остава официалният паритет на либерийския долар и щатския долар. На 18 октомври 1999 г. е създадена нова централна банка – Централната банка на Либерия, която започва дейността си и емитирането на банкноти през 2000 г. Американският долар остава законно платежно средство.